# San Ysidro

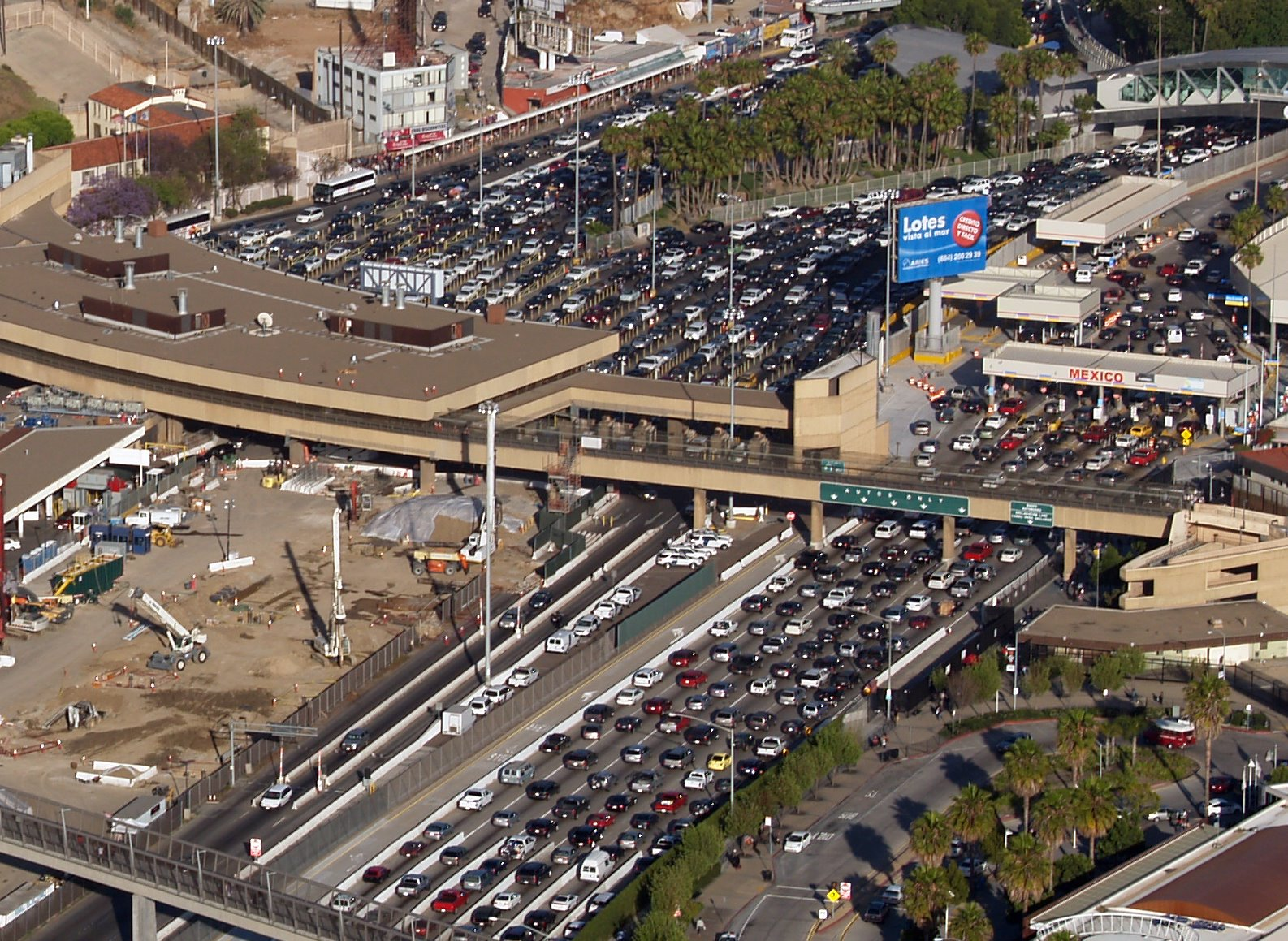
Grenzübergang in San Ysidro

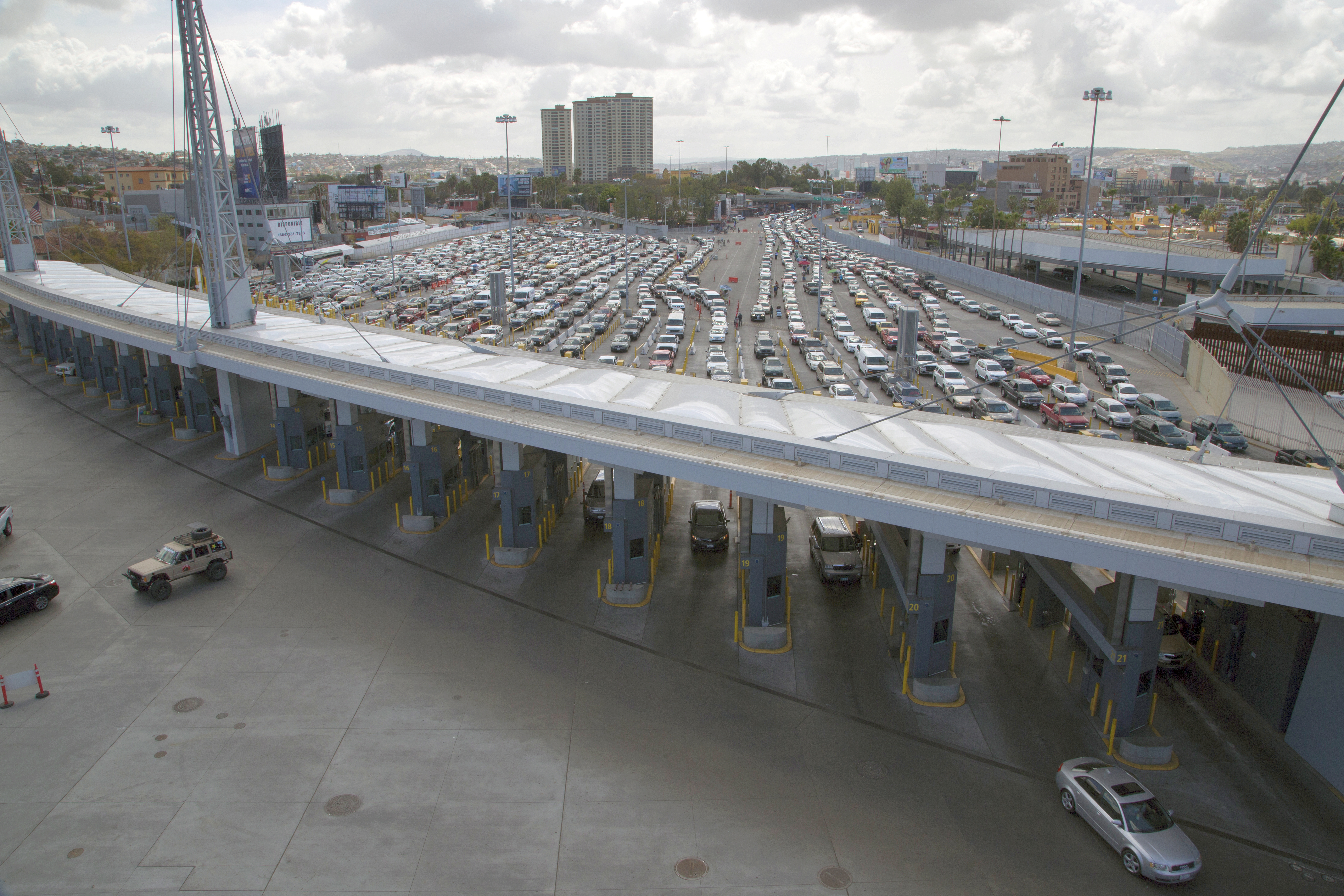
Über 20 Kfz-Spuren führen nordwärts

San Ysidro ist ein Quartier in South San Diego, das vor allem durch seinen Grenzübergang zu Mexiko, den San Ysidro Port of Entry, bekannt ist.
Der spanische Name der Stadt bedeutet „Heiliger Isidor“ und geht auf den katholischen Heiligen Isidor von Madrid zurück.
Das Verkehrsaufkommen am San Ysidro Port of Entry ist nach dem am Johor–Singapore Causeway das zweitgrößte der Welt zwischen zwei souveränen Staaten. Innerhalb der westlichen Hemisphäre ist es das stärkste.

## Geschichte
Bis 1957 war San Ysidro eine eigenständige Stadt, dann wurde sie nach San Diego eingemeindet.
Der Amoklauf von San Ysidro geschah am 18. Juli 1984 in diesem Stadtteil (21 Todesopfer).

## Verkehr
Die US-Interstate 5 mündet in die mexikanische Carretera Federal 1.
Außerdem endet hier eine Linie der Straßenbahn von San Diego (Blue Line).